# Blenniella
Blenniella is een geslacht van straalvinnige vissen uit de familie van naakte slijmvissen (Blenniidae). Het geslacht is voor het eerst wetenschappelijk beschreven in 1943 door Reid.

## Soorten
- Blenniella bilitonensis (Bleeker, 1858)
- Blenniella caudolineata (Günther, 1877)
- Blenniella chrysospilos (Bleeker, 1857)
- Blenniella cyanostigma (Bleeker, 1849)
- Blenniella gibbifrons (Quoy & Gaimard, 1824)
- Blenniella interrupta (Bleeker, 1857)
- Blenniella leopardus (Fowler, 1904)
- Blenniella paula (Bryan & Herre, 1903)
- Blenniella periophthalmus (Valenciennes, 1836)